# ديزيره سقال
ديزيره سقال هو شاعر وباحث وناقد وأكاديمي لبناني. ولد في العام 1958. له العديد من المؤلفات الشعرية والنقدية،  فضلا عن المقالات التي نشرها في الصحف والدوريات اللبنانية والعربية. وكان قد حصل على جائزة الشعر الأولى من الجامعة اللبنانية في العام 1980 ثم جائزة النثر في العام نفسه، وبعدها جائزة الشعر في لبنان (الحركة الثقافية بطرابلس) في العام 2004.

## بدايات
ولد ديزيره رولان سقال في ساقية المسك - بكفيا (قضاء المتن الشمالي - محافظة جبل لبنان) في 24 حزيران (يونيو) العام 1958. حاز في العام 1988 شهادة دكتوراه الدولة (فئة أولى) في اللغة العربية وآدابها من الجامعة اللبنانية، عام 1988. ومارس الصحافة لمدة محدودة بين 1979 و1981 (مكتب أمين عام اتحاد الصحفيين العرب)، والتعليم ما قبل الجامعي، قبل أن ينتقل إلى التفرغ للتعليم العالي في ملاك كلية الآداب والعلوم الإنسانية في الجامعة اللبنانية. وهو يتقن إلى جانب اللغة العربية، الفرنسية والإنكليزية.

## نشاطه الثقافي والفكري
عمل سقال مديرًا لمنشورات مريم. وكتب مقالات ودراسات أدبية ولغوية وفكرية وتاريخية وفلسفية، في عدد من الصحف والمجلات منها: الآداب - مواقف - الباحث - الفكر العربي المعاصر - كتابات معاصرة - الحداثة - النهار - الأنوار. وغيرها.
يرأس سقال جمعية تجاوز التي تعنى بالإبداع والثقافة والقضايا الأدبية،  وكان من ضمن أعضاء الهيئة الادارية المنتخبة لاتحاد الكتّاب اللبنانيين عدة مرات، آخرها برئاسة د. وجيه فانوس. كذلك كان عضوًا في الهيئة الادارية المنتخبة للحركة الثقافية في لبنان.
إضافة إلى ممارسته التعليم العالي، وحيازته رتبة الأستاذية، استلم سقال إدارة كلية الآداب والعلوم الإنسانية (الفرع الثاني)، كذلك استلم رئاسة قسم اللغة العربية وآدابها في الكلية غير مرة، ورئاسة الفرقة البحثية الخاصة باللغة العربية وآدابها في المعهد العالي للدكتوراه في الجامعة اللبنانية. وأشرف على عشرات الرسائل والأطاريح الأكاديمية، وكان من ضمن لجان قبول المشاريع الأكاديمة في الجامعة اللبنانية، وكانت له مشاركات في العديد من الندوات والمؤتمرات،  فضلًا عن الأمسيات الشعرية.

## أعماله
صدر أول ديوان لسقال في العام 1986، وكان تحت عنوان «رؤيا لتاريخ أبي عبد الله». وقد بلغت مؤلفاته الشعرية والنقدية المنشورة نحو 60 كتابًا. فضلا عن كتب التحقيق التراثية، والكتب المدرسية.، ومن أبرز مؤلفاته:

### في الشعر
- رؤيا لتاريخ أبي عبد الله - 1986
- كتاب الشاهد ويليه كتاب ملوك الطوائف - 1989 [33]
- كتاب إسماعيل ويليه كتاب بابل -1991 [34]
- كتاب العاشق - 1991 [35]
- تجليات اللون - دار الحداثة - 1994 [36][37]
- المعلقات (سبعة دواوين)[38][39][40]
- كتاب المراثي - 1998
- كتاب الغضب - 1998
- ترجمان الوجد - 1998
- ترجمان الوجد - 1998
- كتاب السندباد - 1998
- كتاب الالحرب - 1998
- الأعمال الشعرية الكاملة (1 - 2) - 1998 - الدار الصحفية العربية [41]
- ملاك الانتظار - 2017
- صلوات إلى ملاك الانتظار - 2018
- امرأة التكوين - 2018
- أربع عشرة همسة - 2018
- أبجدية العشق - 2018
- أثير - 2018
- شجرة النور - 2018
- مقامات - 2018
- أصداء والوان - 2018
- الصحراء - 2018
- القصائد الضائعة - 2018
- كتاب الأناشيد - 2018
- مملكة الفقراء - 2018
- باب النور - 2019
- كتاب الرجاء - 2019
- ملاك الوقت - 2019
- نشيد الفردوس - 2019
- بنفسجة الحلم - 2019
- (وقد صدرت المجموعات الأخيرة في ثلاثة مجلدات)

### - في اللغة والأدب
- بحوث إسلامية - 1989 [42]
- حركة الحداثة: طروحها وإنجازاتها - 1991 [43][44]
- الصرف وعلم الاصوات - 1991 [45]
- الأرض الخراب والشعر العربي الحديث - 1992 [46]
- بحوث في الفلسفة: بين ابن سينا وافلاطون وتاريخ الفلسفة الغربية - 1993 [47][48]
- من الصورة إلى الفضاء الشعري - 1993 [49]
- الكتابة والخلق الفني - 1993 [50]
- العرب في العصر الجاهلي - 1995 [51][52]
- نشأة المعاجم العربية وتطورها معاجم المعانى- معاجم الالفاض - 1995 [53][54]
- الراهبة المنسية - 1996 (حولها المخرج جوزف أبو دامس إلى عمل مسرحي)[55]
- علم البيان بين النظريات والأصول - 1997 [56][57]
- القطوف الدواني - 1997 [58]
- بدر شاكر السياب - شاعر الحداثة والتغيير - 2002 [59]
- قصص العرب - 2003 [60][61]
- فاوست - 2003
- أعمدة الظلام - 2003
- صانع الأحلام - 2015
- مفتاح الآلهة - 2015 [62]
- الزجل والشعر اللبناني العامي - 2017
- في الأدب المقارن - 2018
- في التفكيك - 2020 [63]

-الكتب المشتركة:
- خليل حاوي - دراسات وشهادات - 2012 [64] - مشترك
- سعيد عقل الإرث والمبتكر - 2012
- الإبداع الأدبي والتحليل النفسي (بين منهج الدراسة النفسية والتحليل السريري) - بالاشتراك مع د. ديزيره القزي[65] - 2013 [66]
- تحية إلى جوزف حرب (دراسات وشهادات) - 2013
- رئيف خوري الأديب الحي والمفكر الحر - 2013

- في التحقيق:
- التصريف الملوكي لابن جني - 1998 [67][68]
- فقه اللغة وأسرار العربية لأبي منصور الثعالبي - [69]
- كتاب ليس في كلام العرب لابن خالويه - 2000 [70][71]

-بعض الكتب المدرسية:
- صناعة الإنشاء (جزآن) [72][73]
- النص الإيعازي والتفسيري والبرهاني - 2002
- النمط السردي - 2002
- كتاب المغامرات - 2002
- كتاب المدينة - 2002
- صناعة التعبير (سلسلة من 6 كتب) - 2015

## وصلات خارجية
- العرب في العصر الجاهلي لـد. ديزيره سقال - كتاب مسموع
- عالم الصباح - فقرة خاصة مع الدكتور ديزيريه سقال 22/11/2014
- ديزيريه سقال - خوابي الكلام
- ديزيره سقّال في «المعلّقة السابعة – كتاب الخلود» باب الأبديّة موشوم بعطر القوافي
- ديزيريه سقال وقع جديده «المعلقة الخامسة»
- مؤلفات ديزيره سقال في مكتبة الملك فهد الوطنية